# Übereinstimmungsbescheinigung
Die Übereinstimmungsbescheinigung, auch CoC (Certificate of Conformity) genannt, ist ein Dokument, das die EU-Normen für Kraftfahrzeuge und die EG-Typgenehmigung deklariert.
Es wird vom Inhaber der EG-Typgenehmigung (§ 6 EG-FGV) ausgestellt und gibt technische Details und Merkmale des Kraftfahrzeugs an. Es erschien zum ersten Mal im Jahr 1993 und wurde 1996 im Rahmen der EU-Vorschriften über Sicherheit und Umweltschutz verpflichtend. Diese Richtlinien beziehen sich derzeit nur auf Personenkraftwagen der Klasse M1 (bestimmt für den Transport von maximal 8 Personen zusätzlich zum Fahrer), Motorräder und Anhänger. Die EG-Typgenehmigung gilt seit 2012 für Kraftfahrzeuge der Klassen M, N und O.
Ein Ziel der Europäischen Union ist die
Warenverkehrsfreiheit (= 'Freier Warenverkehr im Europäischen Binnenmarkt'); diese ist eine der vier Grundfreiheiten innerhalb der EU. Die Gründung des „European Certificate of Conformity“ im Jahr 1996 hat Käufe, Verkäufe und Reimporte von neuen und gebrauchten Fahrzeugen innerhalb der Europäischen Union erleichtert und zu steigenden Importen und Exporten im Europäischen Binnenmarkt beigetragen.
Für die Registrierung von neuen und gebrauchten Fahrzeugen in den EU-Mitgliedsstaaten benötigt man die Übereinstimmungsbescheinigung, um die Zulassung von Fahrzeugen zum Straßenverkehr bei der zuständigen Zulassungsbehörde zu erleichtern.